# U 3.10 za Jumu (film iz 2007)
U 3.10 za Jumu (engl. 3:10 to Yuma) je vestern Džejmsa Mangolda iz 2007. godine, rimejk istoimenog filma iz 1957. godine i druga adaptacija kratke priče Elmora Leonarda. Producent filma je Keti Konrad, a scenaristi Halsted Vels, Majkl Brant i Derek Has.
U glavnim ulogama pojavljuju se Rasel Krou i Kristijan Bejl. Film je sniman na lokacijama u Novom Meksiku. Premijerno je prikazan 7. septembra 2007. Budžet filma je iznosio 55 miliona $. Zarada od filma je 70 miliona $.

## Nagrade
Film je na 80. dodeli Oskara bio nominovan za najbolju montažu zvuka i najbolju originalnu muziku.

## Spoljašnje veze
- Službena stranica
- U 3.10 za Jumu на веб-сајту  (језик: енглески)
- U 3:10 za Yumu на веб-сајту  (језик: енглески)
- U 3:10 za Yumu на веб-сајту  (језик: енглески)
- Trailer na